# 国立東華大学
国立東華大学（こくりつとうかだいがく、英語: National Dong Hwa University、國立東華大學、略称：NDHU 、東華、東大）とは、台湾の花東縦谷にある、中華民国の国立研究大学である。 1994年に設立された東華は、THE、QS、U.S. Newsなどで台湾のトップ10％の大学に広くランクされており、台湾で6番目に幅広い分野を提供している。科学、工学、コンピュータサイエンス、環境学、海洋学、法律、芸術、デザイン、人文科学、人類学、社会科学、教育科学、音楽、ビジネスなどである。
東華は自由な雰囲気で有名であり、8つのカレッジと44の学部、56の大学院に分かれており、約10,000人の学部生・大学院生と1,000人以上の留学生が学位を取得したり交換プログラムに参加したりしている。
東華は台湾の6つの欧州連合センターのメンバーであり、欧州研究のシンクタンクである。台湾最古の先住民研究校である東華先住民研究院は、アジアで最も有名な研究機関の一つである。
東華図書館は200万冊以上の蔵書を持ち、台湾で8番目に大きな学術図書館である。大学のメインキャンパスは花蓮県の北半分にある壽豐にある。251ヘクタール（620エーカー）の敷地には、国立海洋生物博物館と共同設立された海洋生物学研究所を除くほとんどすべてのカレッジと研究所がある。

## 歴史

### 東華の学長

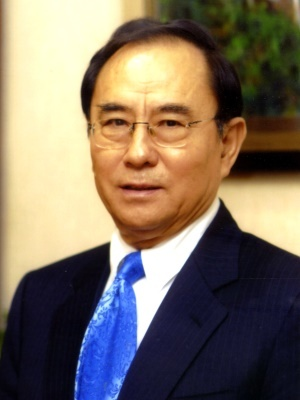
牟宗燦、経済学の博士号を持つ（カリフォルニア大学デービス校出身）、元カリフォルニア州立大学ロサンゼルス校副学長
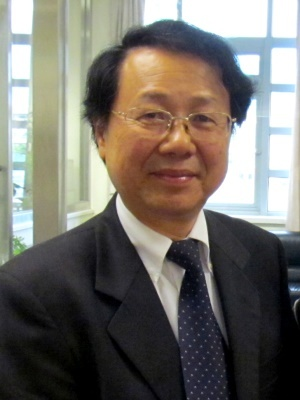
黃文樞、化学の博士号を持つ（オレゴン州立大学出身）
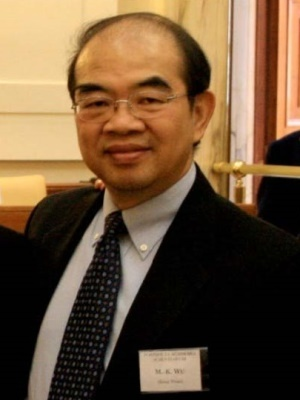
吳茂昆、物理学の博士号を持つ（ヒューストン大学（英語版）出身）、米国科学アカデミーのメンバー
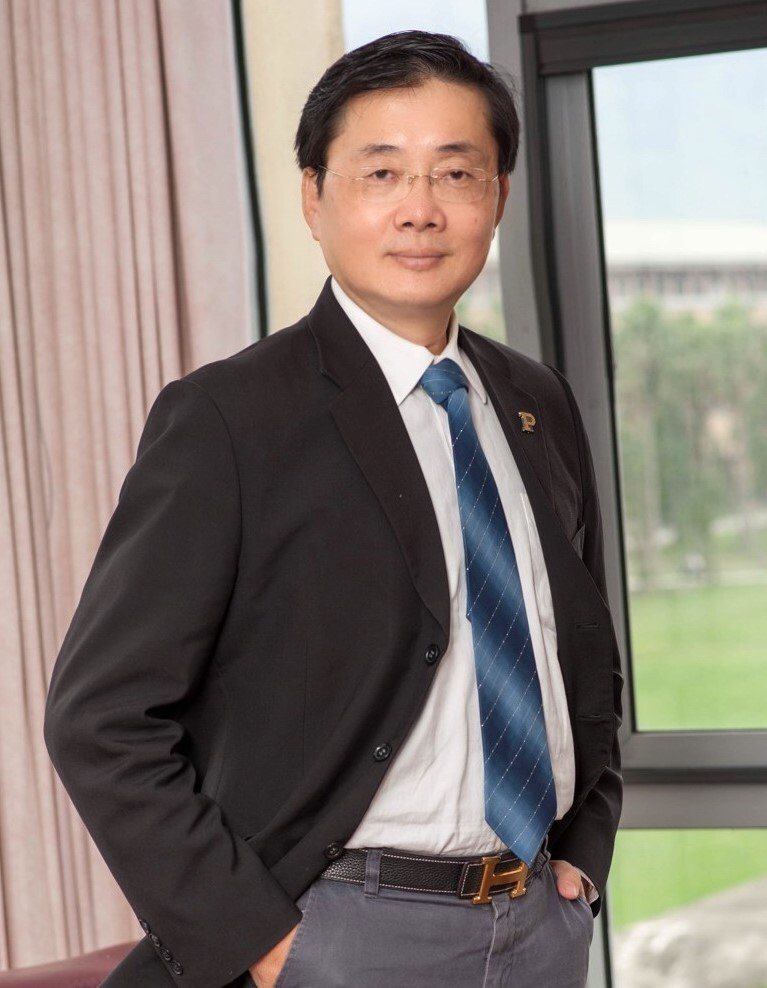
趙涵㨗、電子工学の博士号を持つ（パデュー大学出身）、IETとBCSのフェロー

### 創立

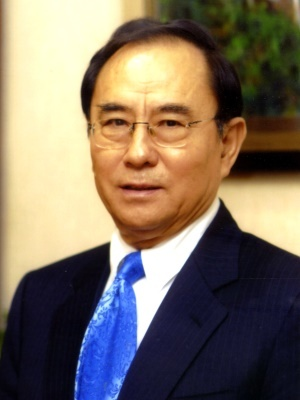
国立東華大学の創立学長牟宗燦

国立東華大学（National Dong Hwa University）は1994年に花東縦谷で設立された。東華大学は、台湾の戒厳令と動員戡乱時期臨時条款が全て撤廃された後、全面的な民主化のもとで設立された台湾初の大学として、「自由、民主、創造、卓越」を創立精神として掲げ、その設立の時期を反映している。

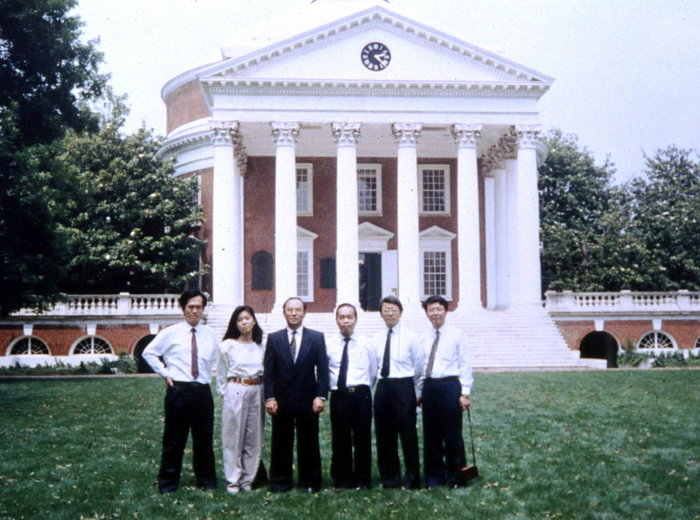
創立学長牟宗燦とバージニア大学の学長との間で行われた大学間の意思決定の写真、1992年

創立校長として、カリフォルニア州立大学ロサンゼルス校の副学長である牟宗燦が就任し、牟博士はカリフォルニア州立大学ロサンゼルス校のテニュアを辞任し、アメリカのグリーンカードを手放して東華大学を設立した。Mu博士は、マサチューセッツ工科大学、スタンフォード大学、プリンストン大学、カリフォルニア大学バークレー校、バージニア大学などの名門大学を訪れ、東華大学の計画を立てるために多くの有力な大学幹部が参加した。その中には、南カリフォルニア大学の副学長であるAlan Kreditorも含まれている。
東華大学は、北米の大学から多くの優れた台湾の学者を集め、共同でこの大学を創設した。例えば、ワシントン大学の比較文学の優れた教授である楊牧、ジョージア工科大学の経済学の教授である鄭治明、カリフォルニア大学バークレー校の東アジア研究の教授である鄭清茂、アリゾナ大学の電気・コンピュータ工学の教授である郭斯彥、インディアナ大学ブルーミントン校の人類学の教授である喬健、ケント州立大学のレクリエーション・観光管理の教授である王傳銘、ヒューストン大学の数学の教授である吳鐵堅、マニトバ大学の統計学の教授である傅權などがいる。

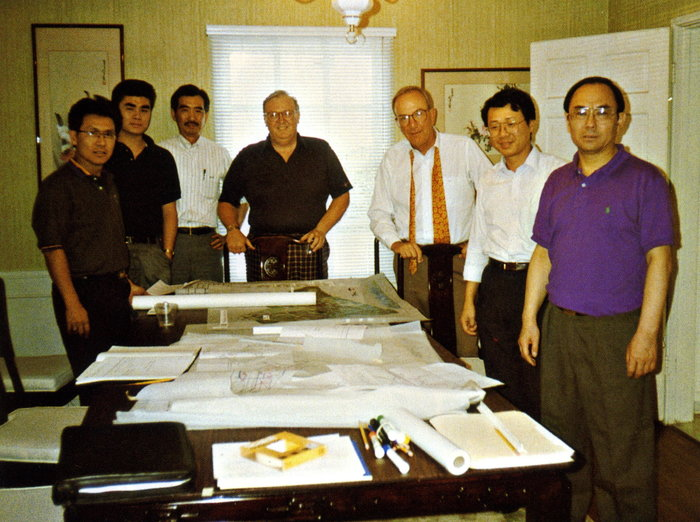
国立東華大学の計画委員会には、創立学長の牟宗燦と南カリフォルニア大学の副学長であるAlan Kreditorが含まれている。

2000年に、東華大学は台湾で最も先進的な先住民族研究機関と見なされている「先住民族学院」を設立した。2005年には、東華大学は台湾で最も著名な海洋生物学の公共教育・研究機関である国立海洋生物博物館（NMMBA）と学術連携し、墾丁国家公園（屏東県車城）において「海洋科学学院」と「海洋生物学研究所」を共同で設立した。

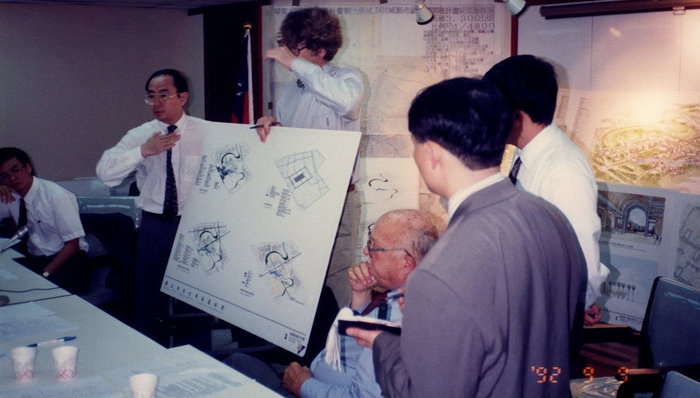
イェール建築学校の学院長であるチャールズ・ムーアが、東華の国際キャンパスデザインコンペティションの最終ラウンドでデザインアイデアを発表している。

花師との統合前に、東華大学は台湾で初めて「環境政策学」「レクリエーション・観光管理」「スポーツ・レジャー学」「自然資源管理」「民族関係と文化」「先住民族芸術」「先住民族開発」「創造的な執筆」「グローバル物流管理」の学位を提供する大学だった。

### 国立花蓮師範大学（1947-2008年）
国立花蓮師範大学（通称：花師）は、1947年に中華民国の国民政府によって設立された台湾最古の師範学校の一つであり、第二次世界大戦後の国家の復興と発展に応えるために花蓮市に台湾省立花蓮師範学校（TPHNS）として設立された。1949年には、花師は台湾省立花蓮師範学校附属小学校を設立し、学校の生徒の育成のための訓練場を提供した。この小学校で育ったのが、アカデミー賞最優秀監督賞を受賞したアン・リーである。
義務教育に従事する教師の需要が急速に高まったため、学校は1964年に台湾省立花蓮師範学校附属師範学院、1987年に国立花蓮師範学院、2005年に大学の地位を与えられた。花師は、台湾で最初の多文化教育の修士および博士課程、民間文学の修士および博士課程を提供する機関であり、台湾で科学教育の修士および博士課程を提供する4つの機関の一つでもある。
東華との統合前に、花師は蔡炳坤（台北一中、台中一中の校長）、湯志民（政治大学附属高級中学校の創立校長、台北市政府教育局長）、張明文（新北市政府教育局長）など、多くの著名な卒業生を輩出してきた。

### 国立東華大学
2008年、台湾の教育部から25億の支援を受け、国立東華大学は国立花蓮教育大学と統合し、台湾で5番目に幅広い学問分野を持つ大学となった。また、統合後の教育学部は国立花蓮教育大学の60年間の教育への貢献を記念して「花師教育学院」と改名された。
一方、東華大学は東台湾で最初の芸術学校である「芸術学院」と、持続可能な環境管理に特化した台湾初の学院である「環境学院」を設立した。2014年には、米国科学アカデミーの国際フェローであり、コロンビア大学の応用物理学の優れた教授である吳茂昆が東華大学の学長に就任した。
彼の在任中には、「ひまわり学生運動」が起こり、吳茂昆は台湾の大学の学長の中で初めて、学生運動家を公然と支持し、以下のように発言した:
| 「 | 東華大学の学長として、私は、勉学に集中するだけでなく、時事問題に関心を持ち、自分の意見を表現する勇気を持つ学生たちを非常に尊敬している。これは民主的で自由な教育の具体的な実践であり、国の進歩を促進するための積極的な力である。したがって、私は学生の抗議行動を非常に尊重しているが、学生たちが意見交換に対して理性的な態度を保ち、自己の安全に注意することを願っている。 | 」 |

2018年には、趙涵㨗が東華大学の4代目学長に就任した。趙涵㨗は、英国工学技術学会（IET）および英国コンピュータ協会（BCS）のフェローである。
2020年の創立記念日に、東華大学は台湾の大学の中で初めて「持続可能な開発目標への取り組み」を宣言し、持続可能な世界への決意を表明し、最初のGRI（Global Reporting Initiative）の持続可能性報告書を発表した。また、2022年には、東台湾で初めての学部大学とプログラムである洄瀾学院と縱谷跨域書院が設立された。
統合された東華大学は、多くの学問分野での評価と東台湾での名声を確立し、そのランキングと他の栄誉に反映されている。

## キャンパス
国立東華大学の3つのキャンパスはその自然環境で知られている。

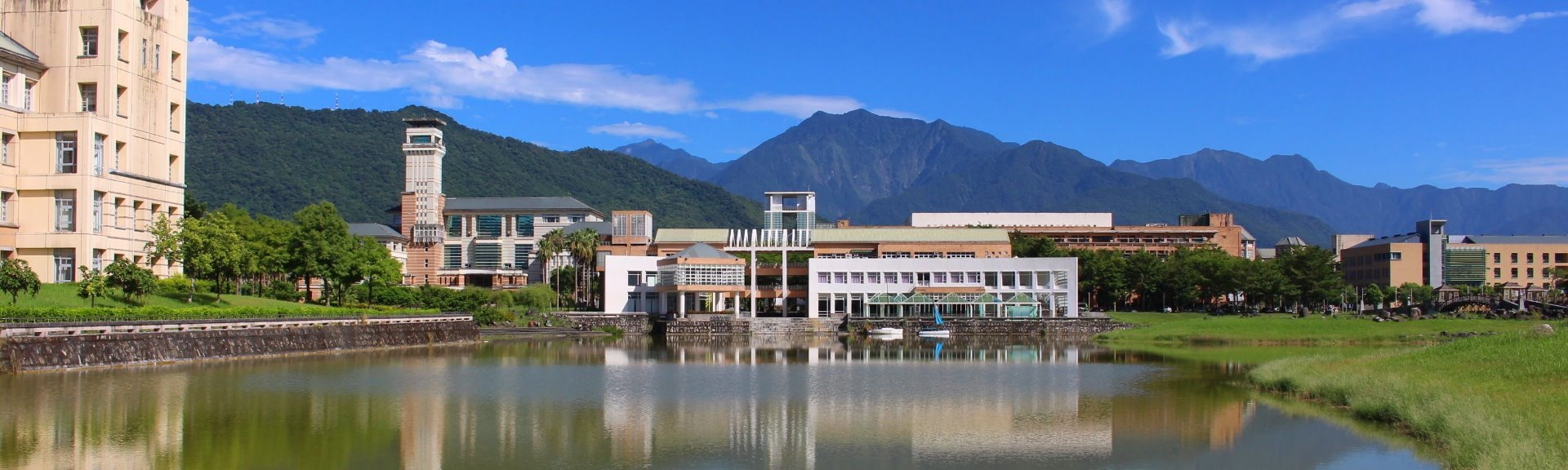
東華大メインキャンパスの環境

### 寿豊

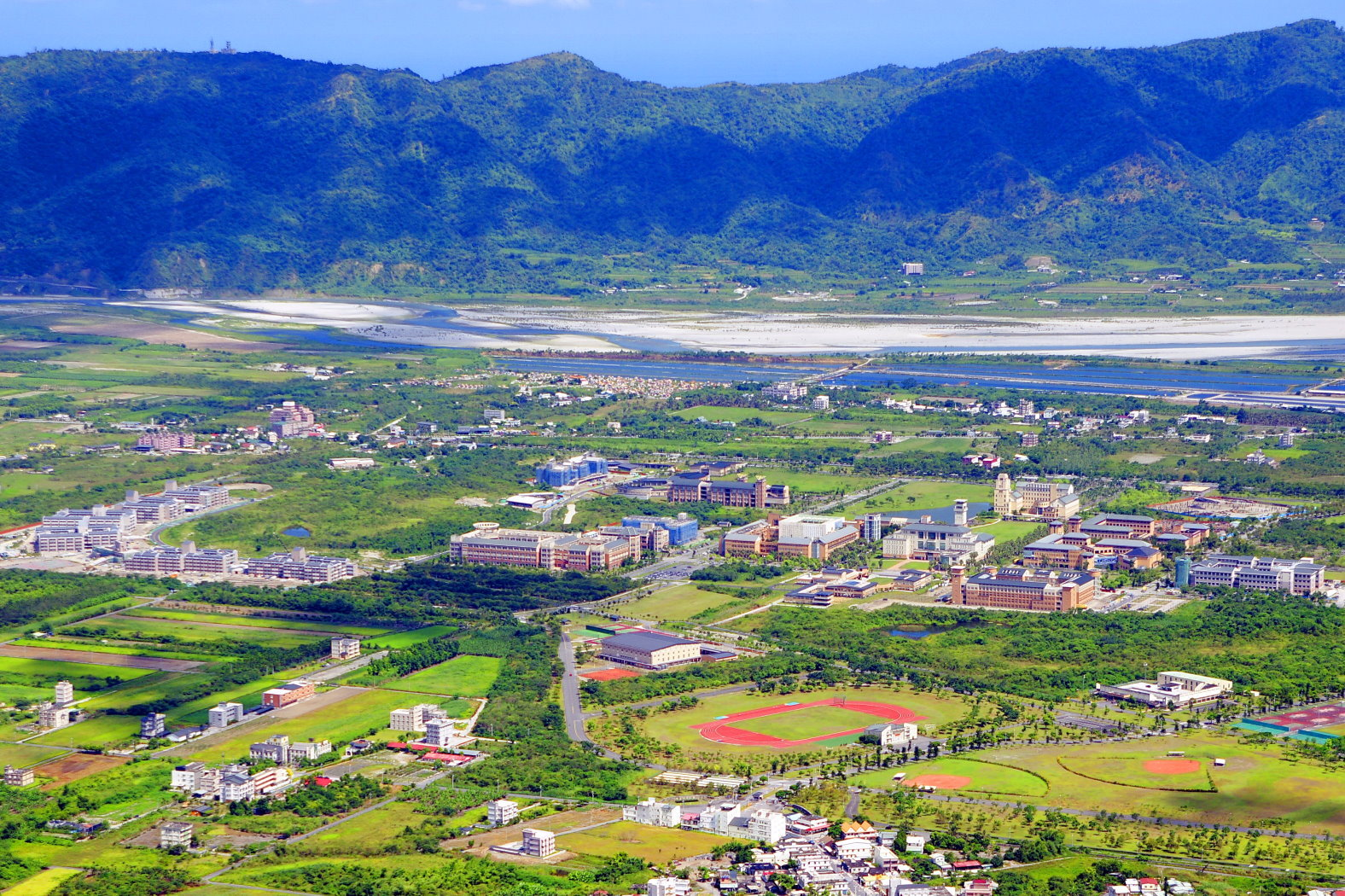
東華大学メインキャンパスの概要

東華大学のメインキャンパス、寿豊キャンパスは、寿豊郷の田園地帯に位置している。東部縦谷の沖積平野に位置し、中央山脈と海岸山脈に囲まれ、太魯閣国家公園の約35キロメートル (22 mi)南、花蓮市の15キロメートル (9.3 mi)南、北回帰線の北に位置している。
東華大学の251-ヘクタール (620-エーカー)のキャンパスは、台湾最大の平地大学キャンパスであり、ポストモダンスタイルで設計されたものである。チャールズ・ムーア、イェール大学建築学部の学部長によって設計された。

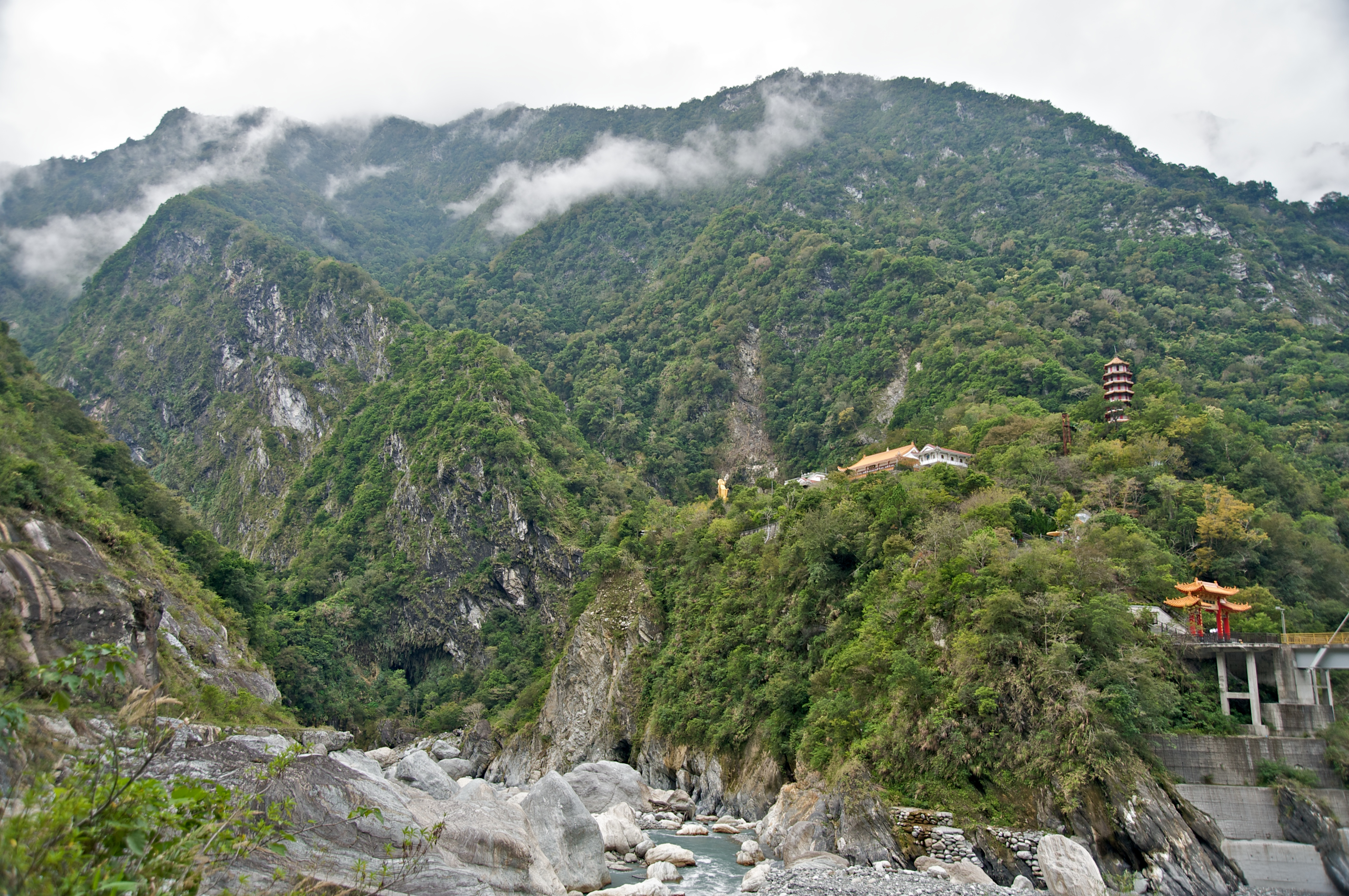
太魯閣国家公園の眺め

寿豊キャンパスはその独特の建築と自然環境で知られている。学術エリアはキャンパスの中央にあり、図書館、美術館、コンサートホール、芸術ワークショップ、学術研究棟が含まれる。東華大学コンサートホールは、東台湾で最大のパフォーミングアーツホールである。
2つの寮コミュニティは学術エリアに隣接しており、一つは東側に、もう一つは西側にある。スポーツ施設は学術エリアを囲み、スタジアム、プール、陸上競技場、野球場、バスケットボールコート、テニスコート、バレーボールコート、カヤック、およびProject Adventureの施設がある。
2016年、東華大学はソーラー大学プロジェクトを実施し、最初の一連の屋上太陽光発電パネルを設置した。2021年の時点で、太陽エネルギーは東華大学の年間電力使用量の40％をカバーしており、これは台湾の大学で達成された最高の成果である。

### 美崙

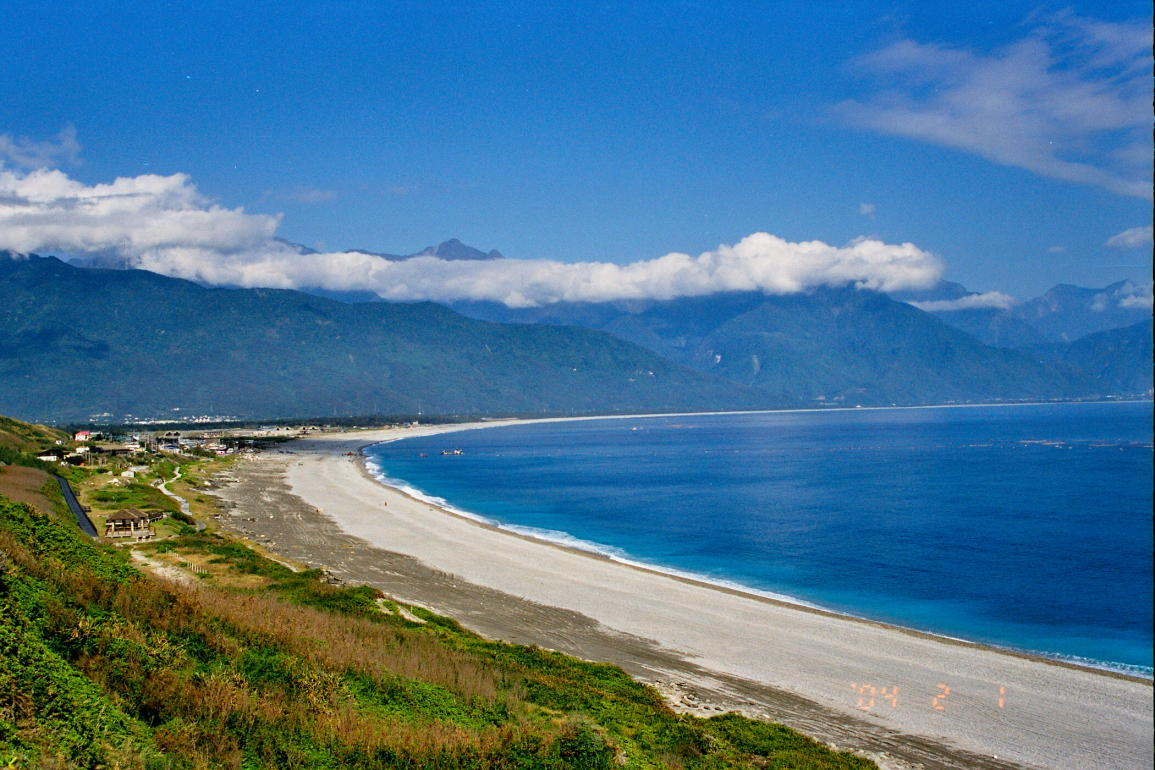
七星潭海岸の景色

美崙キャンパスは、国立花蓮教育大学のメインキャンパスだった。12.26-ヘクタール (30.3-エーカー)のキャンパスは花蓮市の美崙地区にあり、太平洋の七星潭海岸の近くに位置している。 2020年、東華大学はボストン国際実験教育機構の創設者である李源成と協力し、キャンパス内に花蓮国際学校を設立した。

### 屏東

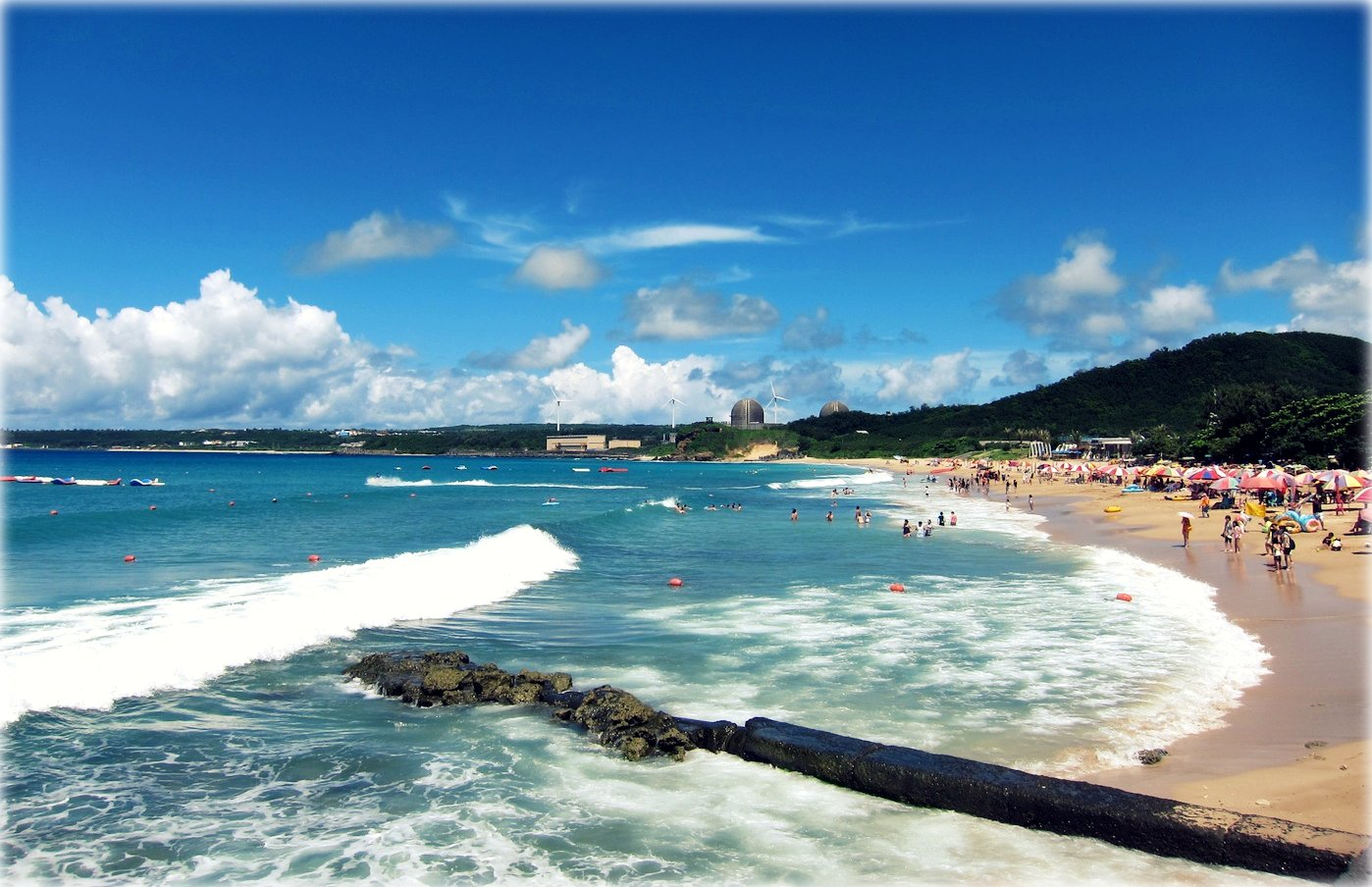
墾丁国家公園のビーチ

国立東華大学環境および海洋学部の海洋生物学大学院は、屏東県の車城郷にある国立海洋生物博物館（NMMBA）に拠点を置いている。墾丁国家公園内に位置し、西側は台湾海峡に面している。国立海洋生物博物館は、台湾での学術研究と海洋教育でよく知られた海洋博物館である。

## 組織と運営
東華大学は1万人以上の学生を擁し、学部、修士、および博士の学位を幅広い分野で授与している。大学は39の学科と56の大学院を8つの学部および70以上の研究センターに組織している。

### ガバナンス

#### 大学役員

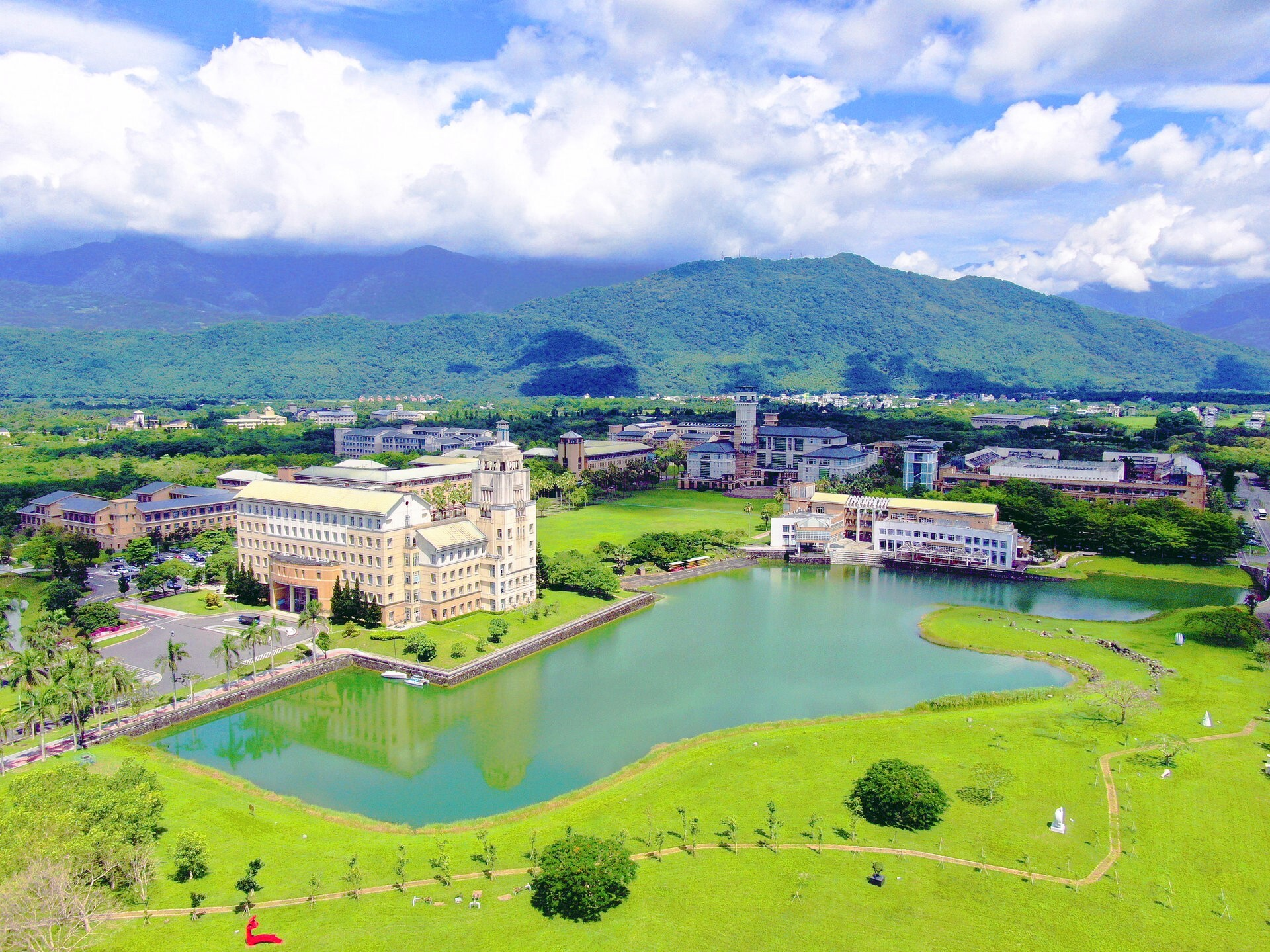
東華大学管理棟と東湖

東華大学の最高責任者は学長であり、大学の全体的な運営を担当する。東華大学の学長は、大学、学生、卒業生、社会の代表者によって選出され、通常8年を超えない任期で選ばれる。学長は1〜3人の副学長と学部長を任命し、これには学務部（OAA）、研究開発部（ORD）、国際部（OIA）、学生部（OSA）、および総務部（OGA）が含まれる。
学部長は通常6年を超えない任期で選出され、学部レベルの運営を担当する。東華大学の学部は、学部長、副学部長、学科および大学院の長、現在の学生で構成される学部評議会によって運営される。

#### 大学評議会
東華大学の最高管理機関は大学評議会であり、東華大学の学術方針と管理、およびその業務の実施を監督し、東華大学の長期計画を承認する。それは、学長、副学長、学部長、学科の長、現在の学生で構成されている。大学評議会は、大学のすべての側面が継続的な声を持つことを確保するために設立された。

### 学術組織
| 学部および学校     | 設立年 |
| ------------------ | ------ |
| 人文社会科学学部   | 1995   |
| 理工学部           | 1995   |
| 経営学部           | 1995   |
| 先住民民族学部     | 2001   |
| 花師教育学部       | 2005   |
| 芸術学部           | 2005   |
| 環境および海洋学部 | 2022   |
| 洄瀾学部           | 2022   |

東華大学は7つの学術学部と1つの学士学部に組織されている：人文社会科学学部（CHASS）、理工学部（CSAE）、経営学部（SOM）、花師教育学部（HSCE）、芸術学部（ARTS）、先住民民族学部（CIS）、環境および海洋学部（CESO）、および洄瀾学部（CHL）。
これらの学部内には「学科」および「大学院」があり、コンピュータサイエンスのように1つの学問分野を代表するものや、観光、レクリエーション、レジャースタディーズ学科のように関連する学問分野を集めたものがある。

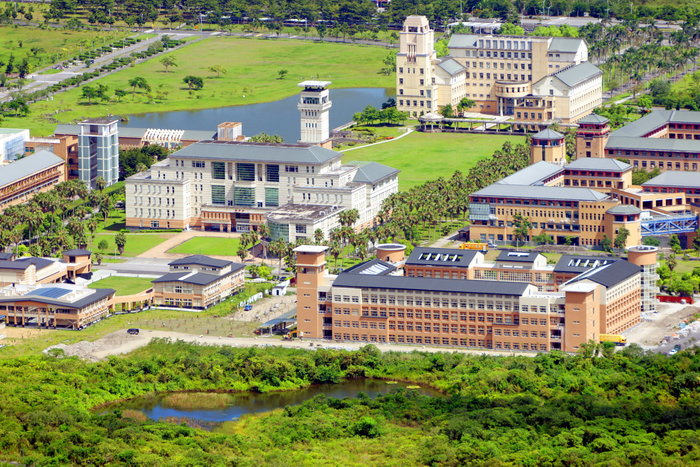
東華大学のキャンパスビュー（東湖からの眺め）
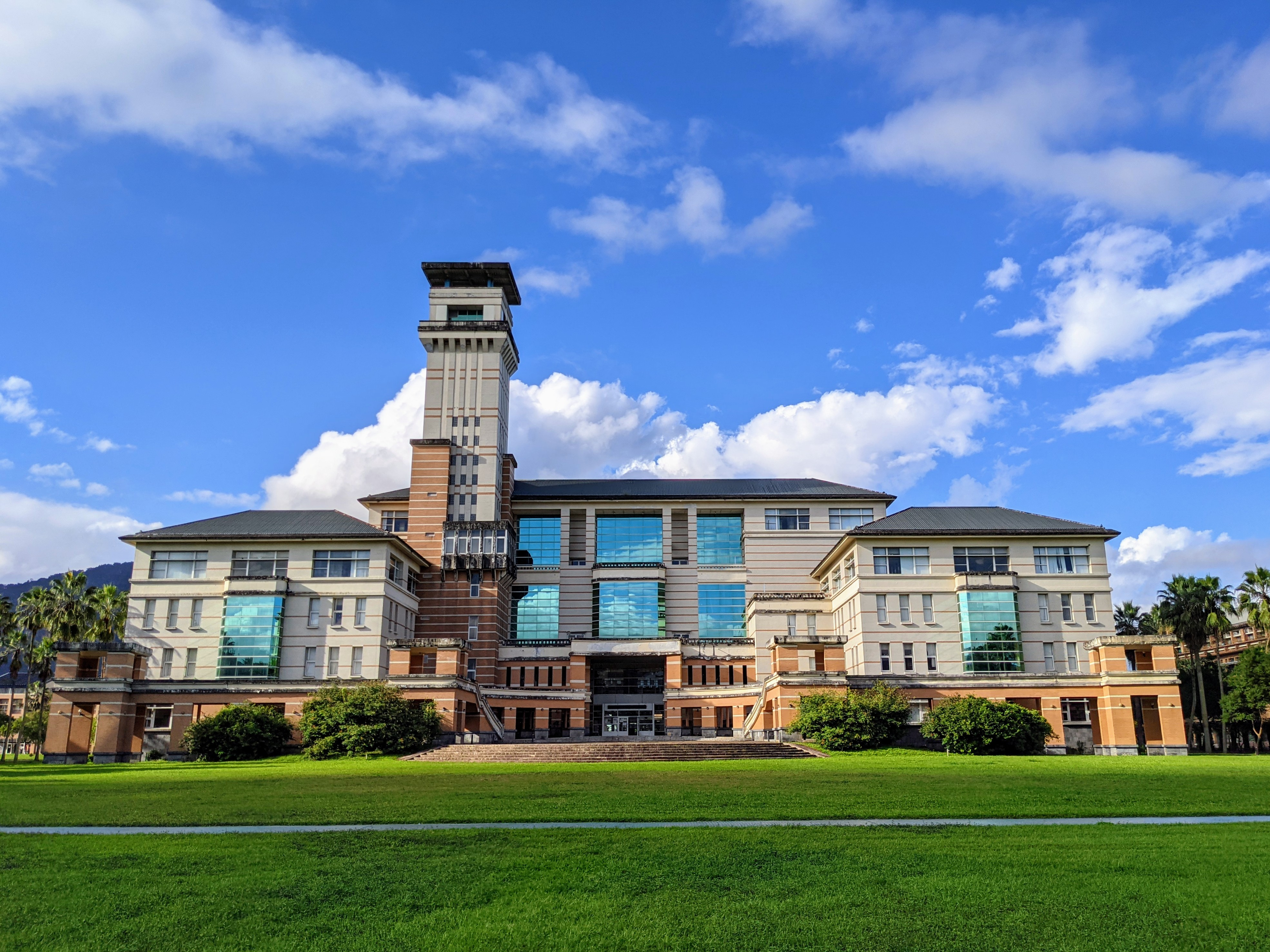
東華大学図書館
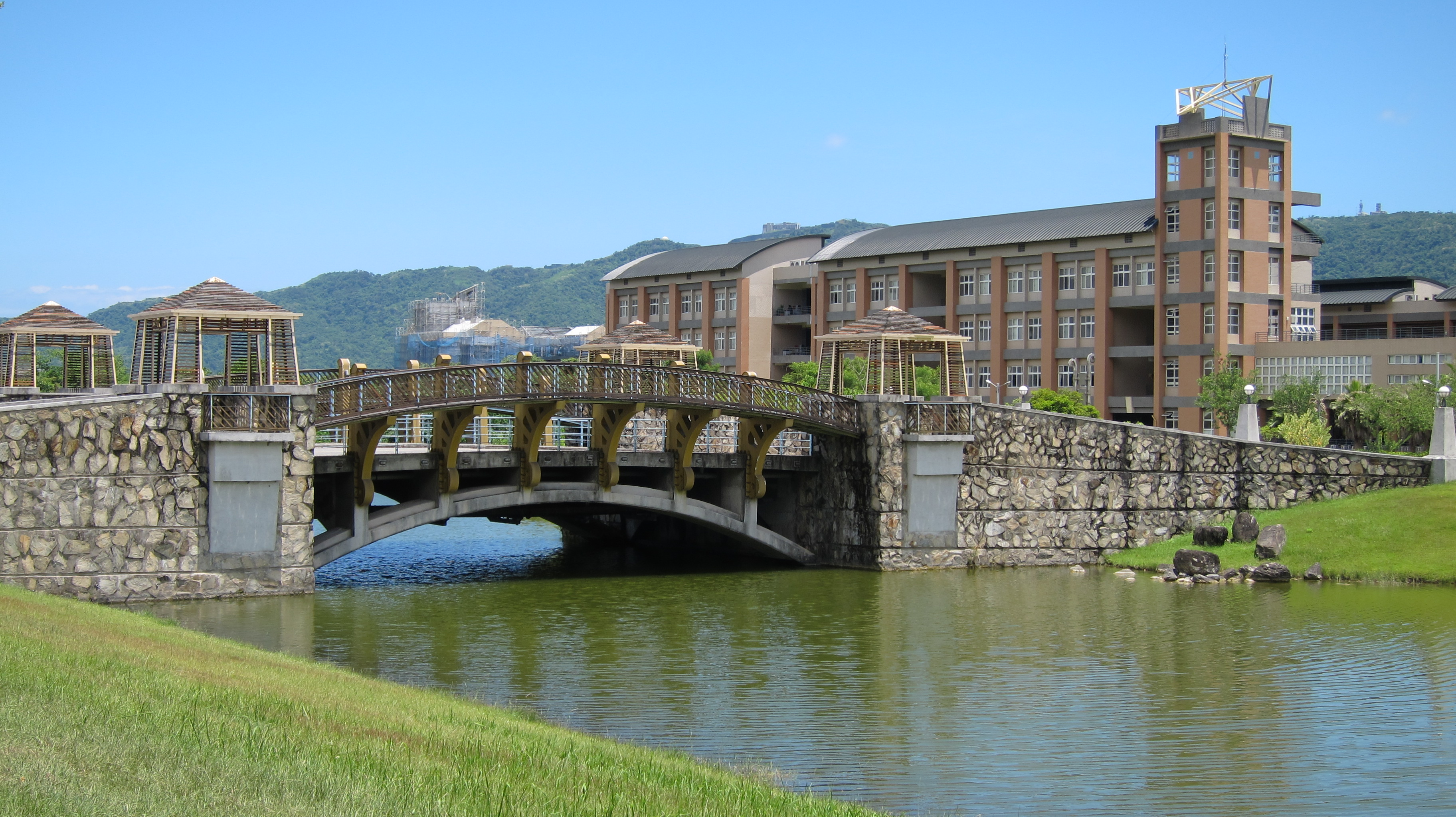
東湖橋
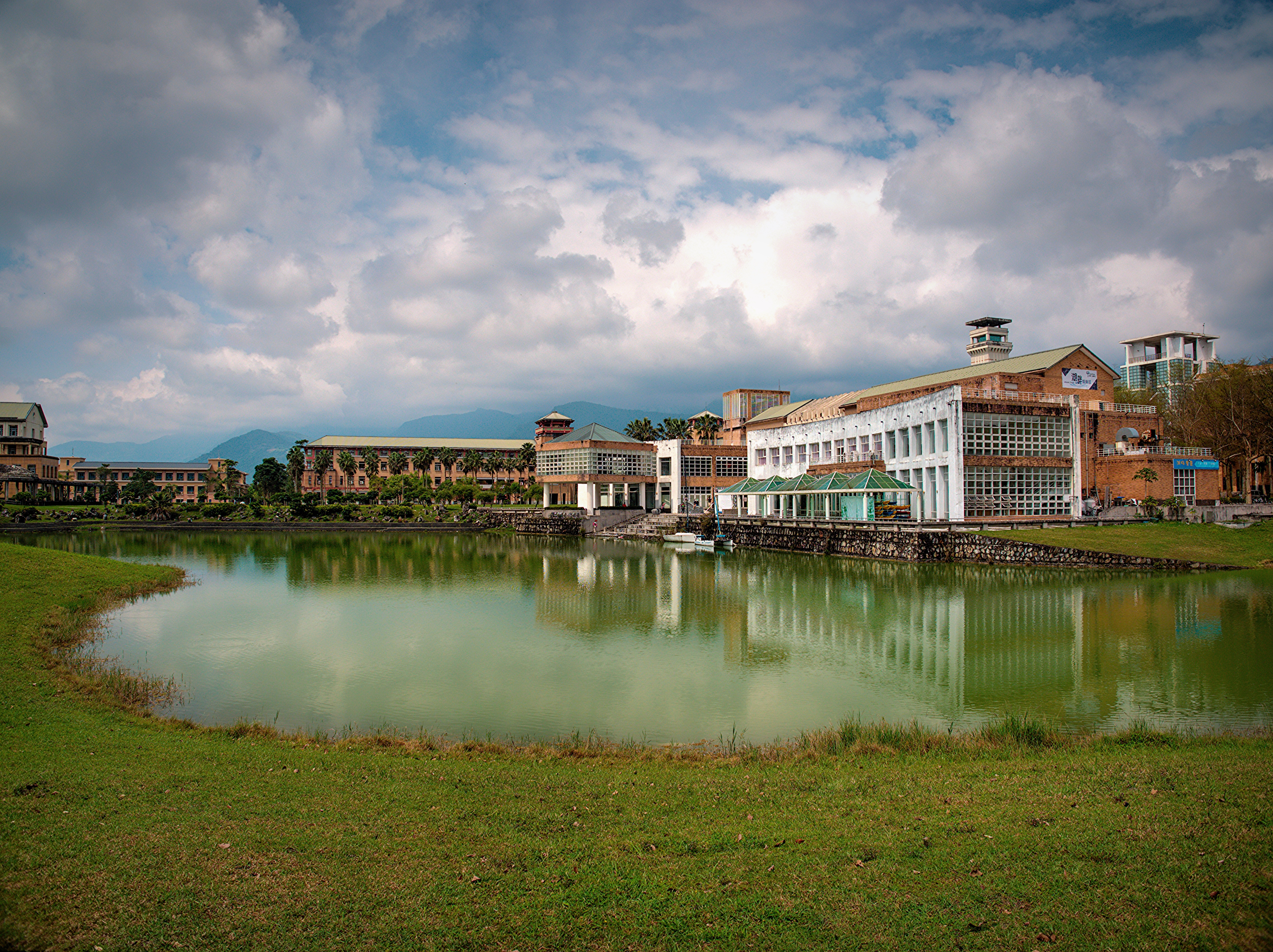
湖畔レストラン

#### 人文社会科学学部

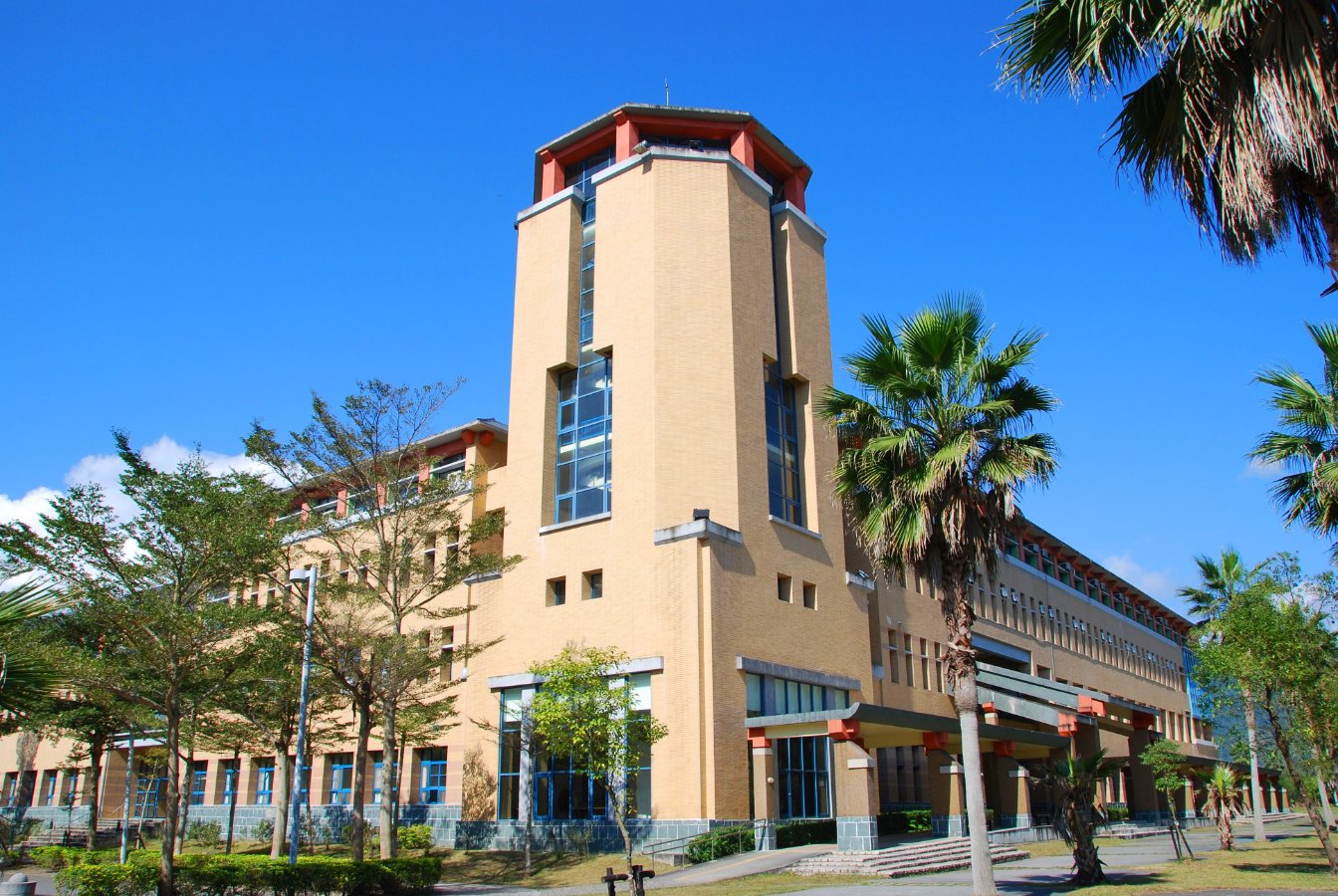
人文社会科学学部II号館

東華大人文社会科学学部（; CHASS）は、ワシントン大学の名誉教授で香港科技大学の初代学部長である楊牧によって設立された。CHASSは法学、経済学、歴史学、社会学、心理学、台湾および地域研究、公共行政、創作、シノフォン文学、中国語と文学、英文学、英語教授法などの分野での学際的な学術訓練と研究をサポートしている。
東華大学のM.F.A.プログラム（創作）は、中国語圏で初の、そして最も認識されているMFAプログラムであり、多くの新進気鋭の文学才能を台湾で育成した。

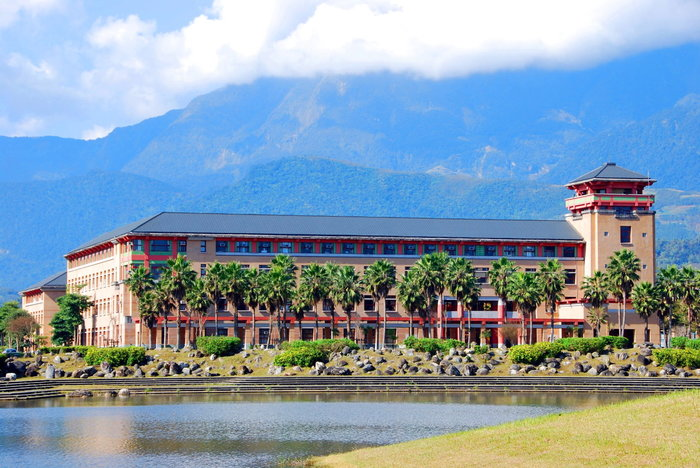
人文社会科学学部I号館

この学部は、対外中国語教育（TCASL）の博士号、アジア太平洋地域研究（APRS）の博士号、経済学の博士号、および中国文学の博士号を提供し、10以上の研究センターを持っている。欧州連合研究センター（EURC）は欧州連合（EU）によって資金提供され、東台湾と欧州連合の間のヨーロッパ研究および学術交流を促進するために台湾の7つの大学センターの一つとして連携している台湾の欧州連合センター（EUTW）と連携している。

#### 理工学部

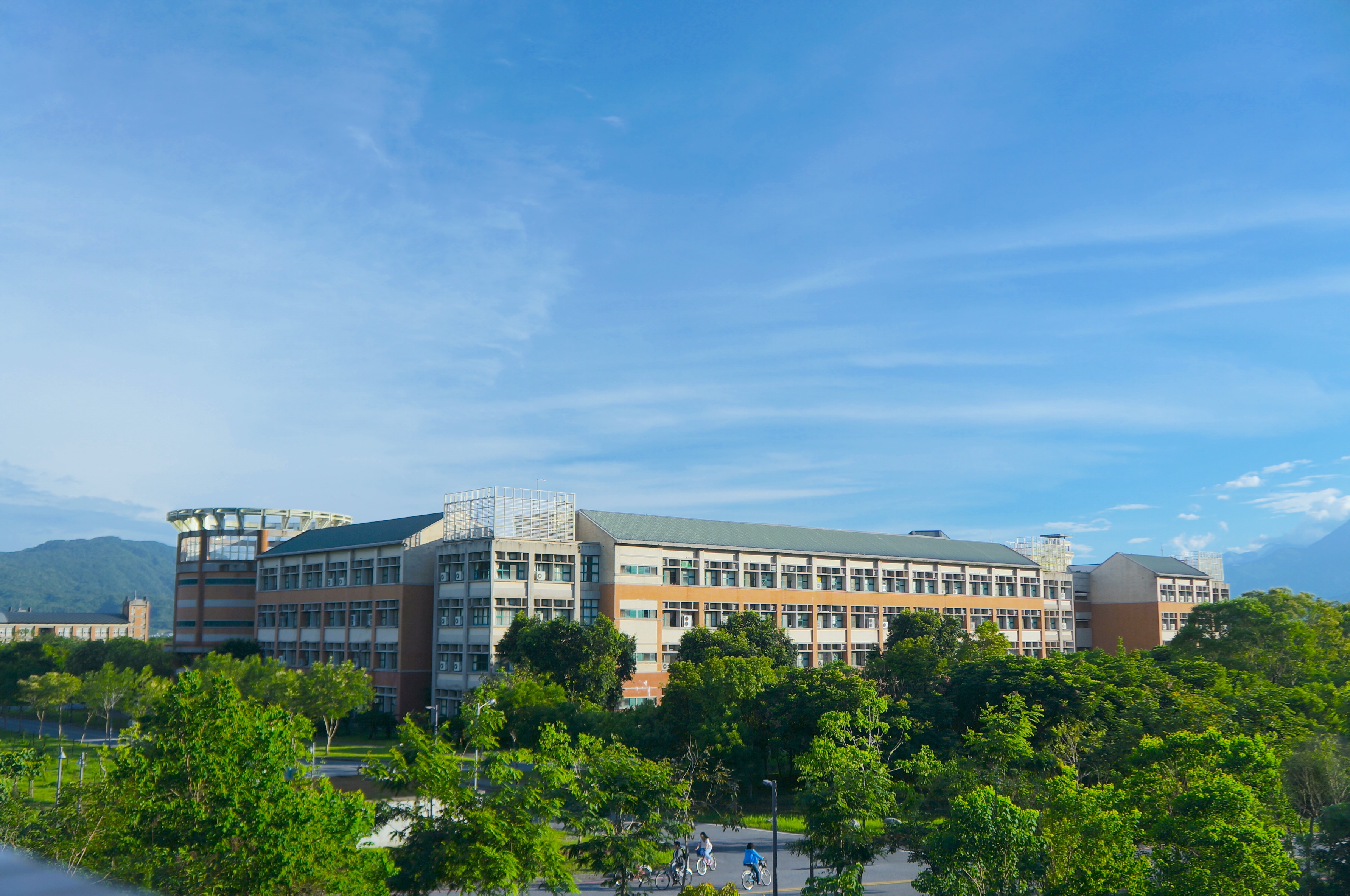
工学系学科の本拠地である理工学部II号館

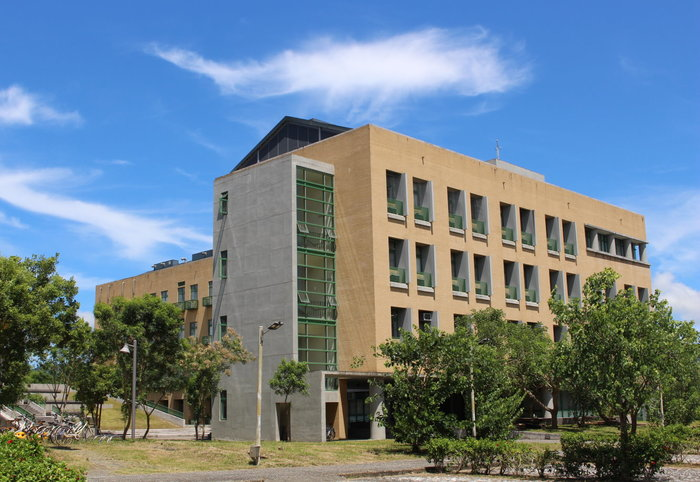
生化学および分子医学部の本拠地である理工学部III号館

東華大理工学部（; CSAE）はカリフォルニア工科大学およびイェール大学の教授である夏有平により設立され、東華大学の8つの学部の中で最大の2つの学部の一つである。
東華大学CSAEには、応用数学（AM）、物理学（PHYS）、化学（CHEM）、生化学および分子医学（BMM）、電気工学（EE）、コンピュータサイエンスおよび情報工学（CSIE）、材料科学および工学（MSE）、光電子工学（OEE）の8つの学科がある。この学部は、学士、修士、および博士レベルで40以上の学位プログラムを提供している。
2021年、THE世界大学ランキングは、東華大学を台湾のコンピュータサイエンス分野で5位、工学分野で8位、物理科学分野で8位にランク付けし、東台湾の大学が達成した最高の地位を示した。
世界大学学術ランキングは、東華大学を台湾の電気電子工学分野で4位にランク付けし、これは国立台湾大学（NTU）、国立陽明交通大学（NYCU）、および国立清華大学（NTHU）の次に位置している。

#### 経営学部

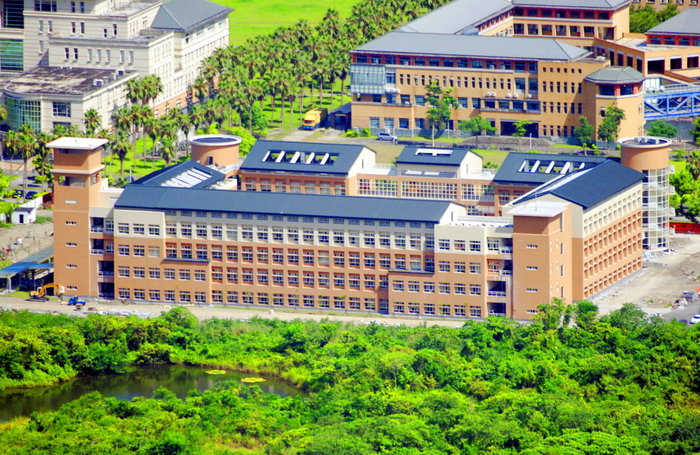
経営学部の概観

東華大経営学部（; NDHU SOM）は、1994年に経営学研究科として設立された。この学部には、経営学、国際ビジネス、金融、会計、情報管理、ロジスティクス管理、観光、レクリエーション、およびレジャースタディーズ（TRLS）の6つの学科と1つの大学院がある。学部は、学士、MBA、MIM、EMBA、MSc、PhD、および海外のパートナー大学とのデュアルディグリープログラムを提供している。
2021年、世界大学学術ランキングは、東華大経営学部を世界のホスピタリティおよびツーリズムマネジメント分野で101〜150位にランク付けし、インディアナ大学ブルーミントン校、イリノイ大学アーバナ・シャンペーン校、およびオタワ大学と同じ地位にある。

#### 花師教育学部
東華大花師教育学部（; Hua-Shih）は、台湾省立花蓮師範学校の伝統を引き継いでいる。この学校は1947年に設立され、台湾の第二次世界大戦後の初の師範学校であり、当時の台湾での幼児および初等教育に専念する9つの独占学校の一つだった。華師は、多文化教育のMEdおよびPhDを提供する台湾初の機関であり、最も認識されたプログラムだった。この学部は2008年に東華大学の8つの学部の一つとなった。現在、華師はカリキュラムと指導、幼児教育、教育管理、特殊教育、体育およびキネシオロジー、多文化教育、および科学教育のBEd、MEd、MSc、PhDを含む20以上のプログラムを提供している。

#### 芸術学部

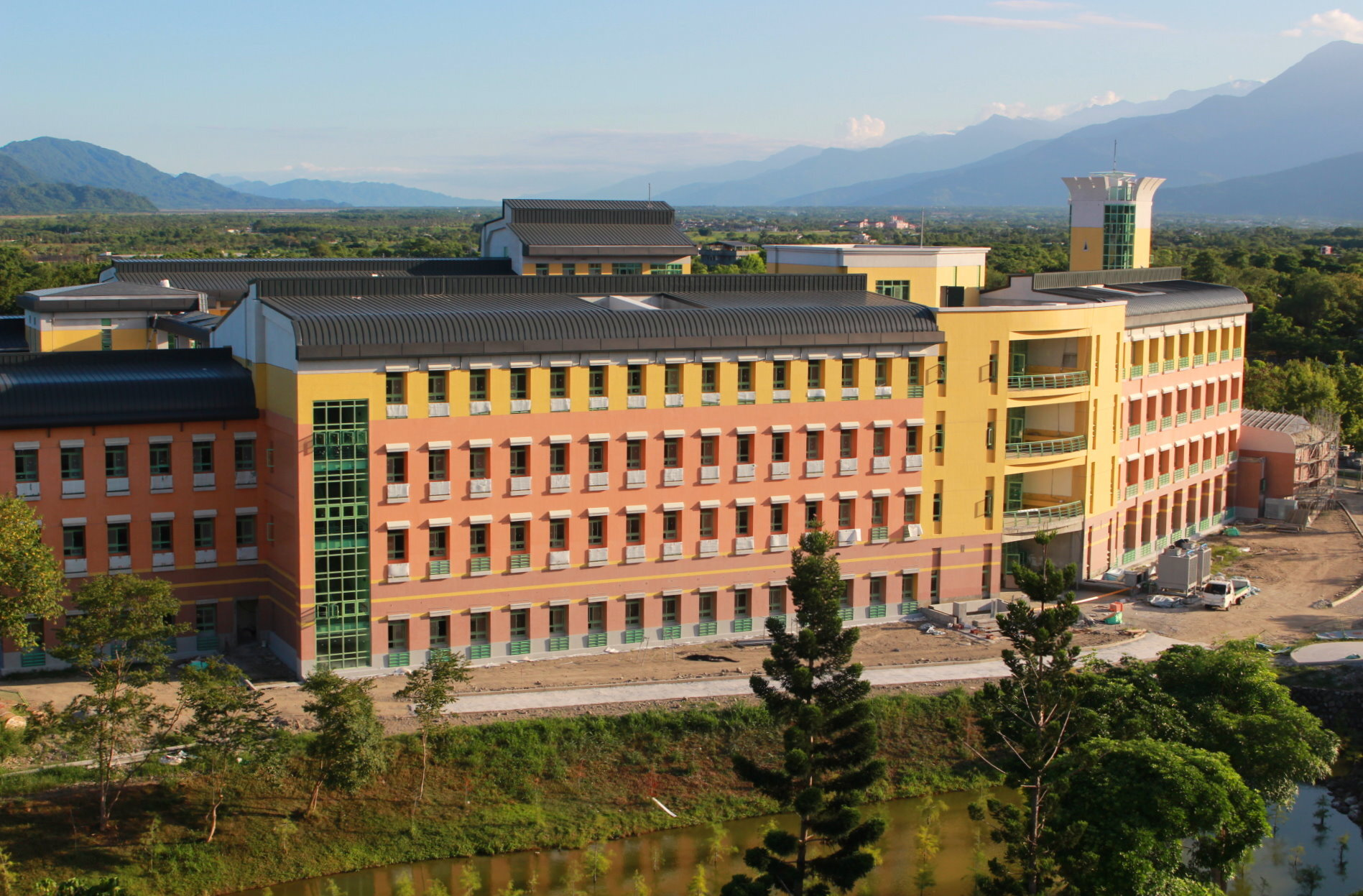
2020年の芸術学部ビル

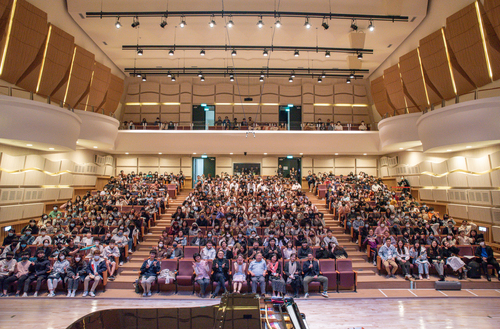
東華大学コンサートホールの眺め

東華大芸術学部（; ARTS）は、東台湾で最初に設立された芸術学校であり、音楽、芸術とデザイン、芸術とクリエイティブ産業の3つの学科で構成されている。
この学部は、創作デザイン、スタジオアート、先住民アート、ビジュアルアート教育、クリエイティブ産業管理、および台湾初のPhDプログラムを含む15以上のプログラムを提供している。また、東華大学の芸術学部はピアノ、声楽、合唱指揮、バイオリン、ヴィオラ/チェロ、フルート/クラリネット、打楽器、および台湾初のジャズ＆ジャズボーカルの9つの専攻を含む音楽学士および音楽修士プログラムも提供している。

#### 先住民民族学部

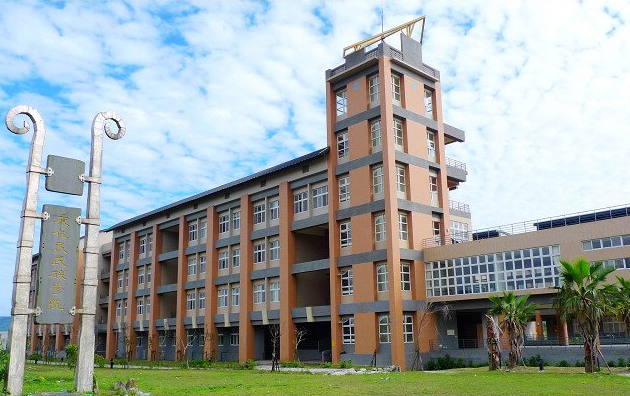
東華大先住民民族学部のビル

東華大先住民民族学部（; CIS）は、台湾で初めて設立された、アジアで最も評価の高い先住民学の機関である。2001年に設立され、NDHU CISは1995年に設立された民族関係と文化の大学院からそのルーツを辿り、これはインディアナ大学ブルーミントン校の人類学教授であり、香港中文大学の人類学初代学部長である喬健教授によって設立された。
東華大CISは、民族関係と文化（ERC）、先住民アート、先住民開発、先住民事務、先住民社会福祉（ISW）、および先住民言語とコミュニケーション（ILC）の学位を授与する台湾初の機関であり、これらの分野で10以上のプログラムを提供している。2023年には、台湾の台湾先住民の知識と文化を発見しようとする海外の学生のために国際先住民学博士プログラムが設立された。

#### 環境および海洋学部

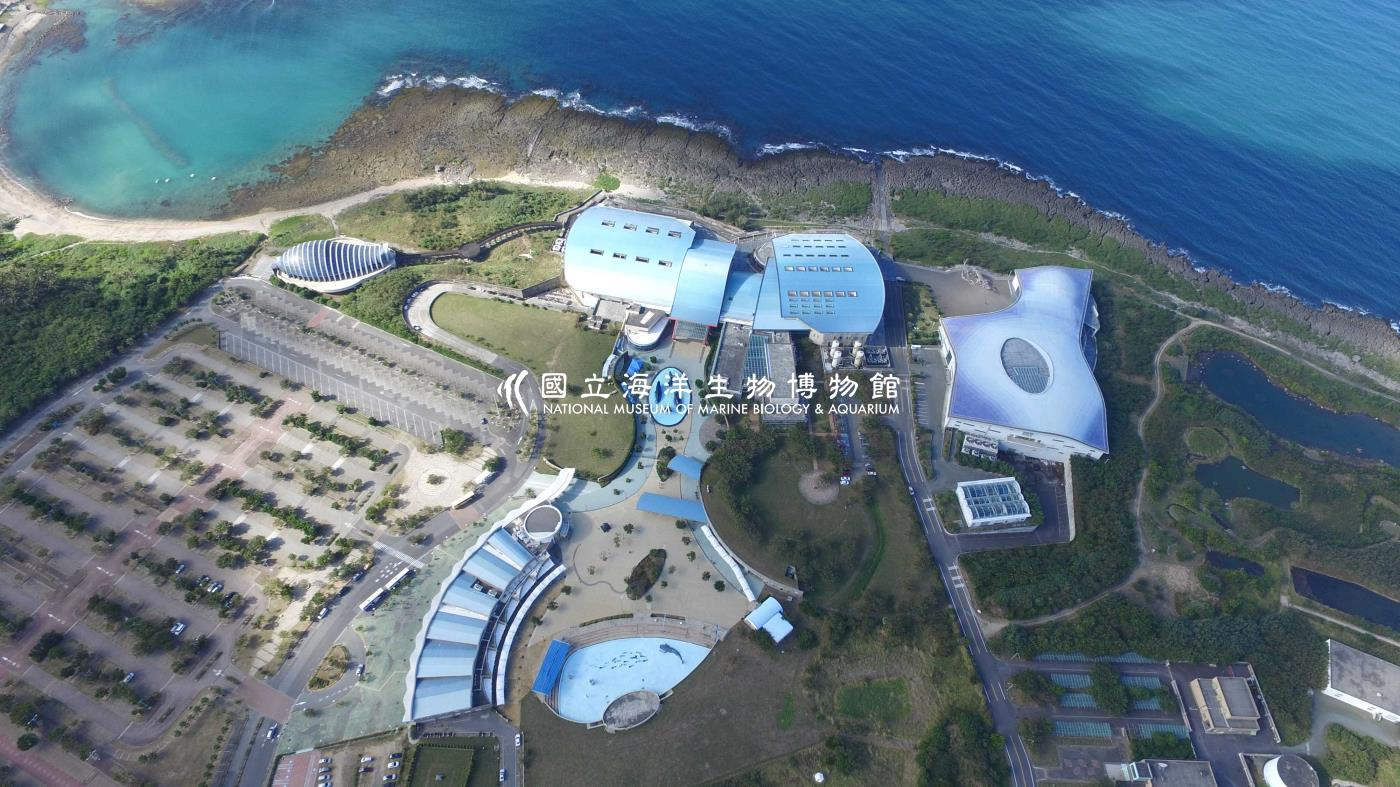
海洋生物学大学院（IMB）は国立海洋生物博物館（NMMBA）に拠点を置いている。

東華大環境および海洋学部（; CESO）は、サステイナビリティ研究の学際的なトレンドに対応するために、環境学部（CES）と海洋学部（CMS）の合併により2022年に設立された。環境学部（CES）は、2009年に自然資源管理、環境政策、生態および環境教育、地球科学、生物資源および技術の5つの大学院を統合して設立された。海洋学部は、東華大学と国立海洋生物博物館（NMMBA）の学術協力として設立され、台湾での高等教育と博物館の間での初の学術協力の記録を樹立した。
東華大CESOは、2つの学科と大学院（自然資源および環境学科（NRES）および海洋生物学大学院（IMB））および5つの研究センター（生態学および持続可能性のための学際研究センター（CIRES）、災害予防研究センター（CDPR）、環境教育センター（EEC）、キャンパス環境センター（CCE）、東台湾地震研究センター（ETERC））で環境および海洋問題の解決に取り組む学際的な協力アプローチを強調している。
この学部は、自然資源および環境研究（NRES）のBSc、MSc、PhD、海洋バイオテクノロジーのMSc、海洋生物多様性と進化生物学のMSc、および海洋生物学のPhDの7つのプログラムを提供している。東華大学CESOは、人文社会科学学部（CHASS）および先住民民族学部（CIS）と協力して、台湾初の人文および環境科学（HES）プログラムのMScプログラムを提供している。

### 付属学校
- 国立東華大学実験小学校
- 国立東華大学実験小学校付属幼稚園
- 国立東華大学付属幼稚園

## 学術

### 研究
東華大学の教員および研究者には、米国科学アカデミーの国際会員1名、電気電子工学会（IEEE）のフェロー4名、英国工学技術学会（IET）のフェロー7名、英国コンピュータ協会（BCS）のフェロー1名、米国スポーツ医学会（ACSM）のフェロー1名、アメリカ光学会（OSA）のフェロー1名が含まれている。大学は、教育部による評価で台湾で7番目の研究インパクトを持つ大学とされている。SCImago Journal Rankによると、東華大学は台湾で5番目に革新的な学術機関であり、世界で332位である。
THE世界大学ランキングによると、東華大学はコンピュータサイエンス（台湾での引用数1位、世界149位）および工学（台湾での引用数3位）で最大の研究インパクトを持つ学術機関の一つである。
URAP世界大学ランキングは、東華大学の情報およびコンピュータサイエンス分野での研究インパクトを台湾で1位にランク付けしている。Academic Ranking of World Universitiesは、東華大学の電気電子工学分野で台湾で5位（世界401〜500位）、ホスピタリティおよびツーリズムマネジメント分野で台湾で5位（世界101〜150位）にランク付けしている。
SCImagoは、東華大学を海洋学で5位、植物科学で7位、水生科学で8位、医学で8位、工学で9位、地理および計画学で10位にランク付けしている。東華大学の民族関係と文化の修士課程は、先住民学における台湾の最先端研究のためにフルブライト・プログラムに選ばれ、米国政府によって資金提供されている。

### 図書館

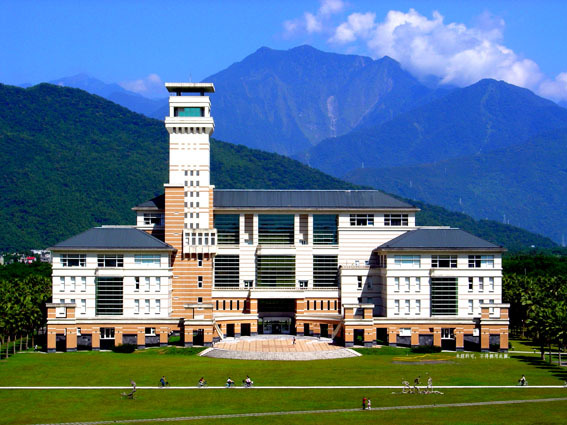
東華大学メイン図書館

国立東華大学図書館はキャンパスで最も高い建物であり、メインキャンパスと花東縦谷の素晴らしい景色を提供する。東華大学図書館は、中国語および外国語で200万冊以上の蔵書を持ち、台湾で8番目に大きい学術図書館である。大学図書館は、国立台湾大学と並ぶ唯一の法定納本大学図書館の一つであり、台湾で発行されたすべての本と国民党の出版物の無料コピーを請求する権利を持っている。
図書館は学問の頂点と見なされ、知識と自由の価値を強調している。これはキャンパスでよく聞かれるモットーに反映されている：「学問は大学の最高の神殿であるべきであり、権力が知識に優越する場所ではない」。このモットーは、知識と自由を大学の魂と本質と見なす学問の自由の核心価値を強調している。
大学図書館とその依存関係に加えて、いくつかの専門図書館がある。たとえば、2016年に著名な文学者楊牧に敬意を表して設立された楊牧図書館は、ASUSコンピュータ株式会社の共同創設者である童子賢からの贈り物であり、ワシントン大学、香港科技大学、中央研究院、および彼自身の自宅からの楊牧の書籍、希少詩集、手稿のすべてのコレクションを所蔵している。2019年に著名な漢学者鄭清茂の寄贈によって設立された漢学図書館は、鄭清茂の希少な国際および日本の漢学書籍と歴史資料のコレクションを1万冊以上所蔵している。

### 入学
学部プログラム、縦谷学際書院（縱谷跨域書院）への入学は、台湾で最も選抜的な学部プログラムの一つである。2021年秋のプログラムの学生の場合、東華大学は応募者の7.1％しか受け入れなかった。

### ランキングと評判

#### 大学ランキング
- SCImagoによる台湾で最も革新的な大学トップ5

東華大はSCImago Journal Rankのイノベーションランキングで台湾で5位、世界で332位にランク付けされている。
- THE Young University Rankingによる台湾のトップ5の高い潜在能力を持つ大学

2021年、東華大はTimes Higher Education Young University Rankingsによって台湾のトップ5の高い潜在能力を持つ大学および世界で251〜300位に選ばれた。
- THE World University Rankingによる台湾のトップ10の大学

2020年、東華大はTHE世界大学ランキングによって台湾で10位にランク付けされた。研究の引用数および国際的展望に関して、東華大学は2021年THE世界大学ランキングによって台湾で9位および7位にランク付けされている。
- THE Impact Rankingによる台湾のトップ10のインパクトのある大学

2023年、東華大はTimes Higher Education Impact Rankingsによって台湾で10位にランク付けされている。大学はSDG 7で世界67位、SDG 15で世界98位にランクされている。
- 台湾の国立大学トップ7

東華大は、「台湾の最優秀国立大学 」で7位に選ばれた。これは、台湾のすべての高等教育の学長によって評価された「ビジョンマガジン」（GVM; 遠見雜誌）が発表したものである。
- ARWUによる台湾の電気電子工学でトップ4

東華大の電気電子工学（E&EE）プログラムは、世界大学学術ランキングによって台湾で4位および世界で401〜500位にランク付けされており、ライス大学、ミズーリ大学、およびイリノイ大学シカゴ校と同じ地位にある。
- THEによる台湾のコンピュータサイエンスでトップ5

東華大のコンピュータサイエンスプログラムは、THE World University Rankings 2022 by Subjectによって台湾で5位および世界で301〜400位にランク付けされており、マクマスター大学、フロリダ大学、およびアリゾナ大学と同じ地位にある。研究の引用数に関して、東華大学は台湾のコンピュータサイエンスで最も影響力のある大学として1位にランクされている。
- THEによる台湾の工学でトップ7の工学学校

東華大の工学プログラムは、THE World University Rankings 2022 by Subjectによって台湾で7位および世界で600〜800位にランク付けされている。
- ARWUによる台湾のホスピタリティおよびツーリズムマネジメントでトップ4

東華大のホスピタリティおよびツーリズムマネジメントプログラムは、ARWU Global Ranking of Academic Subjectsによって台湾で4位および世界で101〜150位にランク付けされており、イリノイ大学アーバナシャンペーン校、インディアナ大学ブルーミントン校、およびオタワ大学と同じ地位にある。
- 人文科学、社会科学、法学、ビジネスで台湾のトップ6の大学

東華大は、「文法商（人文科学、社会科学、法学、ビジネス）のベスト6大学」に選ばれた。これは、「ビジョンマガジン」（GVM; 遠見雜誌）が発表したもので、東台湾のどの大学よりも高い位置にある。

## 学生生活

### 学生ボディ
東華大留学生団体 2022/23
2022/23学年度において、東華大には合計10,000名の全日制学生が在籍しており、そのうち7,600名が学部生、2,400名が大学院生である。学部生の男女比はほぼ1:1であった。2022年、東華大は台湾で最大の留学生基盤の一つを持ち、学生ボディの13.7％が台湾以外の57か国から来ている。東華大は、エスワティニ、キルギスタン、ベリーズ、マラウイ、およびセントビンセントおよびグレナディーン諸島からの学生が最も多い大学であり、これは国際協力開発基金（ICDF）との独占パートナーシップによるものである。このパートナーシップは、これらの台湾の外交同盟国のエリート学生に全額奨学金を提供する。

### 教育と学習

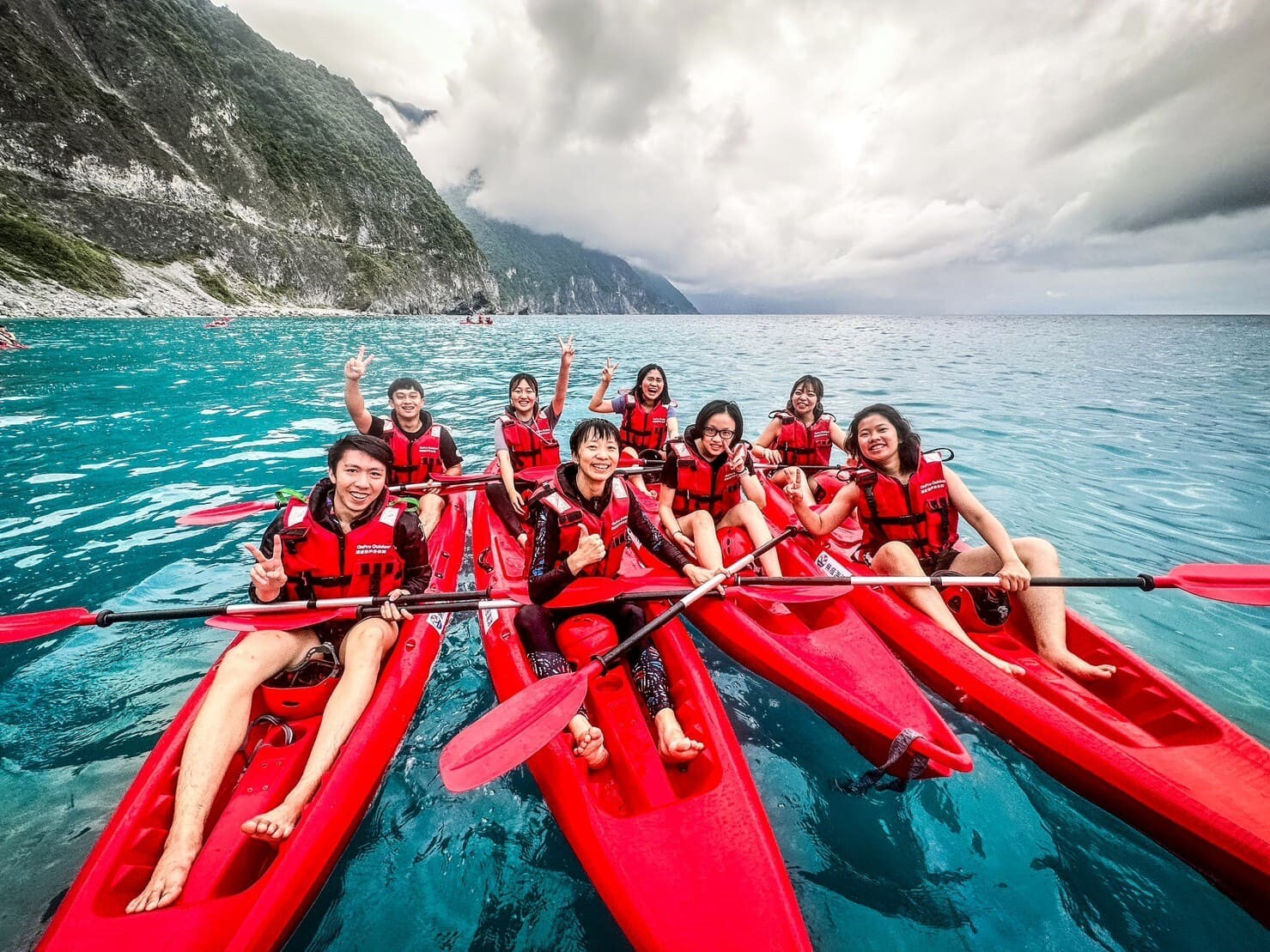
清水断崖での持続可能性教育のクラス

東華大は40以上の学士課程および70以上の修士および博士プログラムを提供する住宅型研究大学である。東華大は台湾初のモジュールカリキュラムモデル、学習コミュニティプログラム、およびブランククレジットプログラムを導入した。東華大の多くの学部は、教育部の「双語重點學院（Key Bilingual Colleges）」の第一ラウンドに選ばれた。

#### モジュールカリキュラムモデル
4年制全日制学部プログラムは、台湾初のモジュールカリキュラムを採用し、ダブルメジャーおよびマイナーの低バリアを提供する。
2022年の卒業生の場合、40％以上の学生がマイナー学位を取得し、20％以上がダブルメジャー学位を取得した。これにより、台湾で2番目および4番目に高い大学となった。

#### 学習コミュニティプログラム
2018年、東華大は学習コミュニティプログラムを実施した。学生は奨学金の支援を受けて学際的なプロジェクトベースの学習コミュニティを形成できる。

#### ブリックプログラム
東華大は台湾初の「ブリックプログラム」（Break / Redefine / Imagine / Catalysis / Kindle）を導入した。これは、20の1単位の「空白コース」で構成され、後から認識されるものである。学生は自分自身のテーマを提案し、学習を計画し、教員は相談とサポートを提供する。実践的な学習プロセスは学期に限定されず、取得した能力と知識は単一の分野に限定されない。学生は在学中いつでも単位認定を申請し、1〜20単位の学習成果の認定を受けることができる。
東華大の学生が参加した提案には、環境問題に関する実践的行動を促進するための芸術創作、高校での選択科目を教えることで若い学生を支援すること、ポストカードを通じた国際交流の促進、農村地域の恵まれない若者への読書と教育の支援、国際競技大会であるHult Prizeの組織などがある。

#### キーバイリンガルカレッジ
2022年、東華大経営学部および理工学部は、国際化されたカリキュラム、教員、および学生のために教育部によって「双語重點學院（Key Bilingual College）」の第一ラウンドに選ばれた。このプログラムは、英語のカリキュラムと教育の拡充のために高額の資金を受けている。

### スポーツ
東華大には、陸上競技、水泳、バスケットボール、バレーボール、サッカー、バドミントン、ソフトボール、野球、卓球、ラクロス、テニス、テコンドー、トライアスロン、およびオリエンテーリングを含む14の代表チームがある。コーチングスタッフは、体育と運動学部の教授および体育センターのインストラクターで構成されている。
陳詩欣、台湾の最初のオリンピックテコンドー金メダリストは、東華大のテコンドーコーチを務め、オリンピック金メダリストを育成した 王正邦、オリンピックアーチェリー男子チームの最初の台湾のオリンピック銀メダリストは、東華大のアーチェリーコーチを務め、次のオリンピックメダリストを育成した。
2021年の全国大学体育大会では、東華大は7つの金メダル、4つの銀メダル、および9つの銅メダルを獲得し、スポーツ関連学部を持つ大学のトップ5にランクインした。2023年のユニバーシアードでは、東華大代表チームの複数のメンバーが陸上競技、水泳、およびテコンドーの全国チームに選ばれた。

### 祭りとイベント

#### 東華角落アートフェスティバル

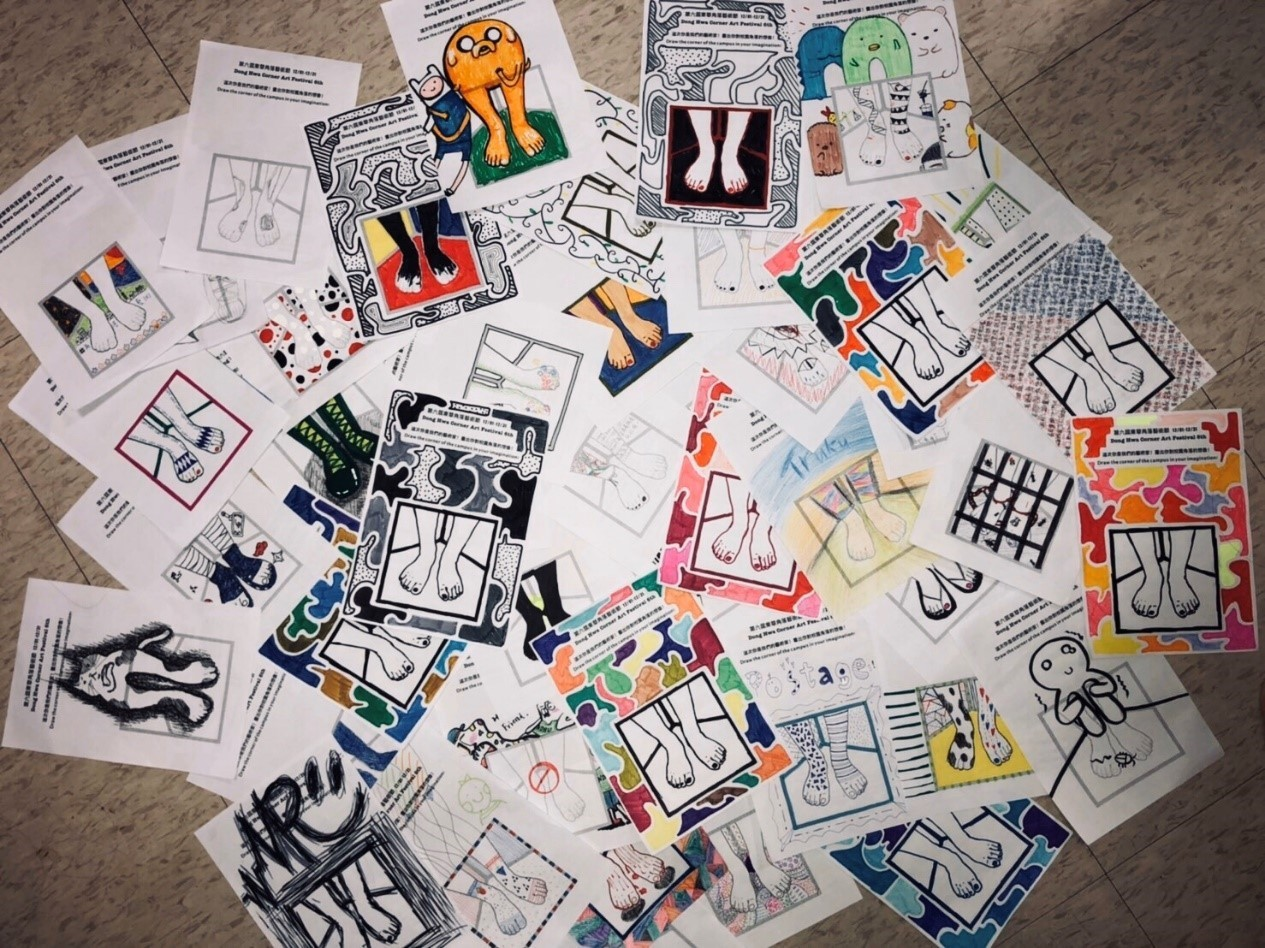
2019年の東華角落アートフェスティバルの様々なパンフレットデザイン

東華角落アートフェスティバルは、2014年に芸術デザイン学部のティエン・ミン・チャン教授と「角落アートチーム」が共同で企画した。フェスティバルは「角落、アートの美しさを発見しよう！」というコンセプトを採用し、東華大の教員と学生から数百のアート作品を集めた。これらの作品は「リビングミュージアム」をキュレーションテーマとしてキャンパスのあらゆる角落に展示された。「東華大アート宝の地図」がデザインされ、参加者にさまざまな場所で展示品を見つける地図を提供し、「アートは私たちの周りにある」という精神を伝えた。
| 「 | 創作者と訪問者が東華大、この美しい大学を再認識し、東華大の異なる顔を発見することができる。 アート創作に興味と情熱がある限り、誰もが創作者となり、自分自身の作品で東華大のすべての角落を飾ることができる。 | 」 |

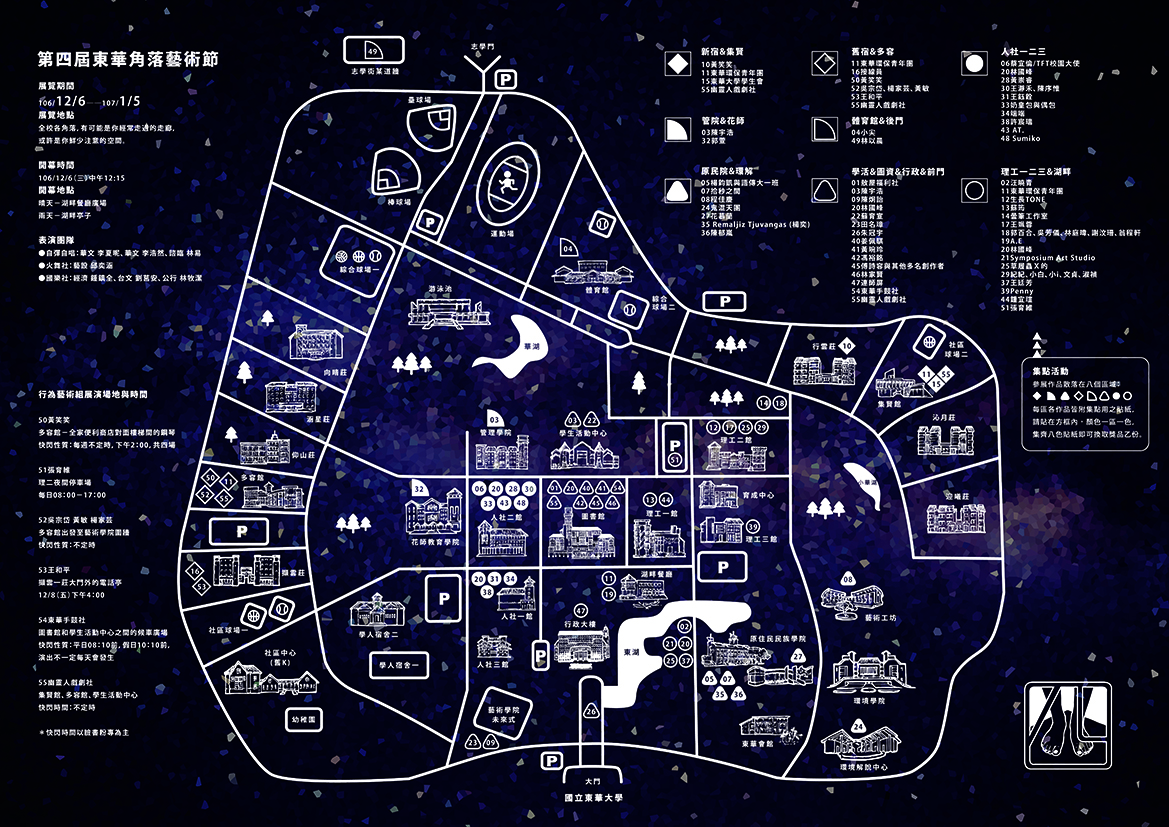
第4回東華角落アートフェスティバル宝の地図

これは、「東華角落アートチーム」の2つの主要なキュレーションコンセプトである。アートフェスティバル中には、「アーティストレクチャー」が開催され、さまざまな場所からアーティストが招かれ、彼らの創作体験を共有し、東華大の創作者とコミュニケーションを図る。参加アーティストには、台湾の現代女性アーティスト王小青、台湾の環境アーティスト李凱蒂、台湾の先住民アーティスト張恩満などが含まれる。

#### 国際文化の夜

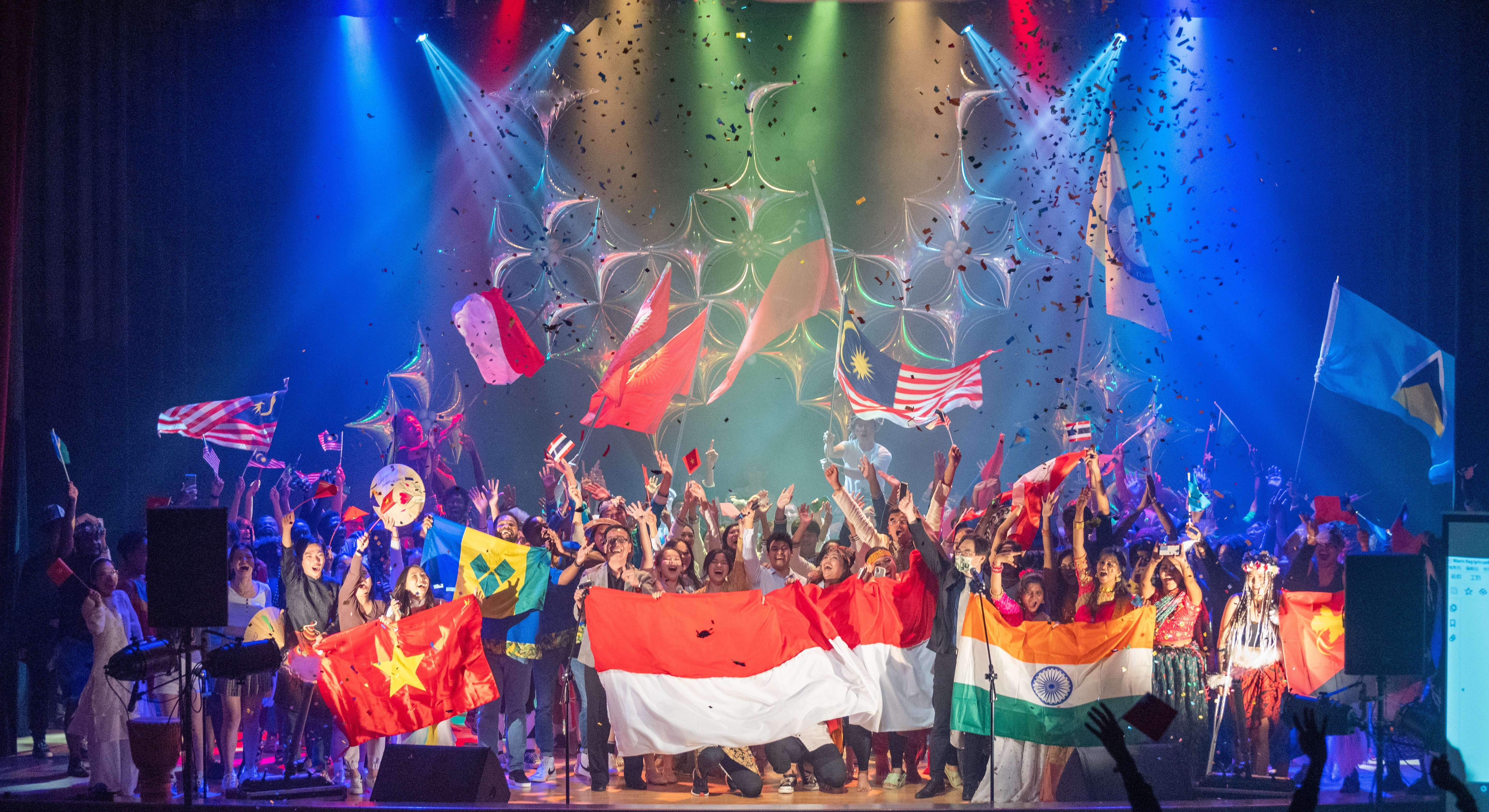
2022年の東華大学国際文化の夜

東華大国際文化の夜は毎年恒例の盛大な芸術祭であり、音楽、ダンス、歌、その他様々な表現方法を通じて各国の文化を観客に伝えるイベントである。
東華大国際文化の夜には、東華大先住民学部からの先住民ダンス団による台湾代表のパフォーマンスが含まれる。台湾の16の先住民部族の声と踊りをテーマにしたこの団体は、現代舞踊を通じて伝統と現代を融合させ、豊かで多様な台湾先住民文化を披露する。また、インド、インドネシア、タイ、ベリーズ、ホンジュラス、グアテマラ、キルギスタン、ベトナム、マレーシア、モンゴルなどの国々の学生のパフォーマンスも特集され、これらの国々の独自の文化的特徴を披露する。これには、南太平洋島国の歌と踊り、カリブ海諸国によるアフリカのドラム演奏とサクソフォン演奏、モンゴルの詩と踊りが含まれる。
国際文化の夜は、パフォーマンスのステージを超えて、文化交流のプラットフォームとしても機能する。このイベントを通じて、国際学生と地元の学生は協力し、理解と友情を深める機会を得る。さらに、国際文化の夜には、コミュニティの近隣学校の学生や教員も招待され、東華大とその地域社会との間の交流とコミュニケーションを促進する。
2022年の国際文化の夜には、21か国から200人以上の国際学生がパフォーマンスに参加し、ホストにはインドネシア、インド、マレーシア、エストニア、ベリーズ、およびエディンバラ大学からの交換学生が参加した。これにより、東華大の国際化と多文化主義の重視が示された。